# Parafia św. Jana Apostoła i Ewangelisty w Bartoszycach
Parafia pw. św. Jana Apostoła i Ewangelisty w Bartoszycach (dawniej św. Jana Ewangelisty i MB Częstochowskiej) – rzymskokatolicka parafia należąca do dekanatu Bartoszyce. Proboszczem od 1 lipca 2022 jest ks. mgr Jerzy Olechnowicz. 